# Ectatosia sumatrensis
Ectatosia sumatrensis là một loài bọ cánh cứng trong họ Cerambycidae.